# Ямамото, Кайлер
Кайлер Ямамото (англ. Kailer Yamamoto; 20 сентября 1998, Спокан, Вашингтон, США) — американский профессиональный хоккеист, правый нападающий клуба НХЛ «Юта Маммот».

## Карьера
На входящем драфте WHL Ямамото был выбран в 1-м раунде под общим 10-м номер клубом «Спокан Чифс» из его родного города. В первом же сезоне за «Чифс» он набрал 57 очков в 68 матчах. В сезоне 2016/17 он вошёл во вторую команду всех звёзд WHL, набрав 99 очков в 65 играх.
На драфте НХЛ 2017 года Кайлер был выбран в 1-м раунде под общим 22-м номером клубом «Эдмонтон Ойлерз». Перед сезоном 2017/18 Ямамото принял участие в тренировочном лагере «нефтяников», по его итогам он вошёл в основной состав команды на первые игры сезона. Его дебют в НХЛ состоялся 4 октября 2017 года в матче против «Калгари Флэймз». 14 октября 2017 года Кайлер набрал первый балл за результативность в карьере НХЛ, отдав голевую передачу на Адама Ларссона в матче против «Оттава Сенаторз». За 9 игр сезона 2017/18 в составе «Ойлерз» он набрал 3 очка и 6 ноября 2017 года вернулся в состав «Спокан Чифс».
Свой первый гол в НХЛ Ямамото забил в сезоне 2018/19 18 октября 2018 года в матче против «Бостон Брюинз».

## Личная жизнь
Дед Ямамото по отцовской линии — японец, а бабушка по материнской линии — гавайка. Кайлер и его старший брат Киану были обучены катанию на коньках матерью Тайлера Джонсона и позже тренировались с ним в межсезонье. Из-за своих небольших по хоккейным меркам габаритов и стилю игры Ямамото часто сравнивают с нападающим Джонни Годро.

## Статистика
| Легенда | Легенда                    | Легенда | Легенда                   | Легенда | Легенда    |
| ------- | -------------------------- | ------- | ------------------------- | ------- | ---------- |
| И       | Количество проведённых игр | Штр     | Штрафное время            | +/−     | Плюс-минус |
| Г       | Голы                       | П       | Голевые передачи          | О       | Очки       |
| -       | Статистика неизвестна      | —       | Статистика не учитывалась |         |            |